# Lichtenštejnská koruna
Lichtenštejnská koruna (německy Liechtenstein Krone) byla měna Lichtenštejnského knížectví v letech 1898 - 1921. Koruna se dělila na 100 haléřů.

## Historie
Lichtenštejnsko používalo zpočátku rakousko-uherskou korunu, na niž byla lichtenštejnská koruna navázána v kurzu 1:1. Po rozpuštění rakousko-uherské říše v roce 1918 Lichtenštejnsko přejalo rakouskou korunu.
Později, kvůli nestabilitě koruny, přešlo v roce 1921 na švýcarský frank (Lichtenštejnský frank).

## Nominály
Bankovky existovaly v nominálních hodnotách 1, 2, 5, 10 a 20 korun a mince v nominálních hodnotách 10, 20 a 50 haléřů. Zatímco bankovek se dochovalo poměrně mnoho, mince jsou vzácnější.